# Tanque do Piauí
Tanque do Piauí este un oraș în Piauí (PI), Brazilia.